# Gregor Blanco
Gregor Miguel Blanco Pedraza (né le 12 décembre 1983 à Caracas, Venezuela) est un voltigeur des Diamondbacks de l'Arizona de la Ligue majeure de baseball.
Joueur des majeures depuis 2008, Gregor Blanco est passé chez les Braves d'Atlanta et, brièvement, les Royals de Kansas City avant de rejoindre les Giants de San Francisco et de remporter avec eux les Séries mondiales de 2012 et 2014.

## Carrière

### Braves d'Atlanta
Gregor Blanco n'a que 16 ans lorsqu'il signe, à l'été 2000, un contrat avec les Braves d'Atlanta. Après avoir joué dans le baseball mineur aux États-Unis de 2002 à 2007, il est promu en MLB en 2008. Au champ extérieur, il joue habituellement au poste de voltigeur de centre.
Le 30 mars 2008, Blanco dispute son premier match dans les majeures avec Atlanta. Il obtient son premier coup sûr en carrière le 9 avril face aux Rockies du Colorado, un double comme frappeur suppléant contre le lanceur Matt Herges. Il frappe son premier coup de circuit le 27 mai à Milwaukee aux dépens de Dave Bush des Brewers. Apparu dans 144 parties des Braves au cours de la saison 2008, Blanco maintient une moyenne au bâton de ,251 avec 108 coups sûrs, un circuit, 38 points produits et 13 buts volés.
En 2009, il ne frappe que pour ,186 en 24 parties chez les Braves et passe la majorité de l'année en ligue mineure.
Il obtient une nouvelle chance au niveau majeur en 2010. Il maintient une moyenne au bâton de ,310 en 36 parties avec les Braves, produisant trois points et en marquant neuf. 

### Royals de Kansas City
Le 31 juillet 2010, Blanco passe aux Royals de Kansas City en compagnie  du lanceur droitier Jesse Chavez et du lanceur gaucher Tim Collins. Les Braves obtiennent en retour le releveur Kyle Farnsworth et le voltigeur Rick Ankiel. Le 8 mai, alors que Blanco évolue en ligues mineures chez les Royals d'Omaha, Kansas City le cède aux Nationals de Washington. Blanco termine la saison avec les Chiefs de Syracuse, le club-école des Nats. Pour la saison 2010 partagée entre Atlanta et Kansas City, il frappe pour ,283 de moyenne au bâton avec un circuit, 14 points produits, 31 points marqués et 11 buts volés.

### Giants de San Francisco

#### Saison 2012
Blanco reçoit une invitation au camp d'entraînement du printemps 2012 des Giants de San Francisco et obtient un poste avec l'équipe. 
Alignés dans 141 parties des Giants en 2012, Blanco se démarque par sa polyvalence puisqu'il peut patrouiller les trois positions au champ extérieur. Il frappe dans une moyenne au bâton de ,244 avec 5 circuits, 26 points produits, 56 points marqués et un sommet personnel de 26 buts volés, réussis en 32 tentatives. Mais c'est par un jeu défensif qu'il se démarque le plus : le 13 juin, un attrapé spectaculaire de Blanco sur une balle frappée au champ centre-droit par Jordan Schafer des Astros de Houston en septième manche aide le lanceur Matt Cain à réussir le 22e match parfait de l'histoire du baseball majeur.
Blanco participe à la conquête de la Série mondiale 2012 par les Giants. Durant les éliminatoires, il entre en jeu dans 16 parties et obtient 12 coups sûrs dont deux triples et un circuit. Il produit 5 points et en marque 10. 
Durant la série finale face aux Tigers de Détroit, il réalise deux attrapés spectaculaires en plongeant pour voler des coups sûrs à Miguel Cabrera et Prince Fielder dans le premier match joué le 24 octobre. Avec l'aide de Marco Scutaro et Buster Posey, il retire Fielder au marbre dans un match, le second, remporté 2-0 par les Giants le 25 octobre. Il frappe un triple dans le 3e match de la finale, aussi remporté 2-0 par San Francisco.

#### Saison 2013
Comme l'année précédente, Blanco joue 141 parties pour les Giants en 2013 et alterne entre les trois postes du champ extérieur. Il élève sa moyenne au bâton à ,265 avec 3 circuits, 50 points marqués et un nouveau record personnel de 41 points produits. En revanche, il a peu de succès en tentative de vol de buts, avec seulement 14 réussites en 23 essais.

#### Saison 2014
En 2014, Blanco frappe pour ,260 de moyenne au bâton avec 38 points produits et 16 buts volés. Il accumule 102 coups sûrs, égale son record de 5 circuits en une saison et joue un nouveau sommet personnel de 146 matchs.
Il est membre de l'équipe des Giants championne de la Série mondiale 2014 et joue dans les 17 matchs éliminatoires de son club, malgré une faible moyenne au bâton de ,153. Il est le premier frappeur à se présenter au bâton dans le 2e match de la grande finale et cogne un coup de circuit contre Yordano Ventura des Royals de Kansas City. Dans le 4e match, il compte 3 points. Enfin, il donne chaud aux partisans des Giants dans le 7e match lorsqu'il commet une erreur au champ centre sur une balle frappée par Alex Gordon après deux retraits en 9e manche, mais les Royals sont incapables de marquer le point égalisateur et Madison Bumgarner parvient à sceller le titre des hommes de San Francisco.

#### Saison 2015
Éternellement considéré comme 4e voltigeur des Giants, Blanco réussit encore une fois à obtenir passablement de temps de jeu en 2015, entre les blessures à ses coéquipiers du champ extérieur Nori Aoki, Ángel Pagán et Hunter Pence. Il en profite pour offrir ses meilleures performances offensives en carrière, avec une moyenne au bâton de ,291 et une moyenne de présence sur les buts de ,368 en 115 matchs. Sa moyenne de présence sur les buts s'élève notamment à ,420 en 22 matchs lorsqu'il amorce la rencontre au premier rang de l'alignement des frappeurs des Giants. Cependant, Blanco se retrouve lui aussi sur la liste des blessés en fin d'année, pour des douleurs à la hanche gauche.

### Diamondbacks de l'Arizona
Le 18 janvier 2017, Blanco signe un contrat avec les Diamondbacks de l'Arizona.

## Statistiques
| Saison | Équipe      | G   | AB  | R  | H   | 2B | 3B | HR | RBI | SB | BA   |
| ------ | ----------- | --- | --- | -- | --- | -- | -- | -- | --- | -- | ---- |
| 2008   | Atlanta     | 144 | 430 | 52 | 108 | 14 | 4  | 1  | 38  | 13 | .251 |
| 2009   | Atlanta     | 24  | 43  | 5  | 8   | 0  | 1  | 0  | 1   | 2  | .232 |
| 2010   | Atlanta     | 36  | 58  | 9  | 8   | 1  | 1  | 0  | 3   | 1  | .310 |
| 2010   | Kansas City | 49  | 179 | 22 | 49  | 8  | 3  | 1  | 11  | 10 | .274 |
| Totaux | Totaux      | 253 | 710 | 88 | 183 | 23 | 9  | 2  | 53  | 26 | .258 |

Note : G = Matches joués ; AB = Passages au bâton; R = Points ; H = Coups sûrs ; 2B = Doubles ; 3B = Triples ; 
HR = Coup de circuit ; RBI = Points produits ; SB = Buts volés ; BA = Moyenne au bâton.